# Sender Veľké Kostoľany
Die Sendeanlage Veľké Kostoľany (slowakisch vysielač Veľké Kostoľany) war eine Sendeeinrichtung für Mittelwellen- und ehemals Kurzwellenrundfunk in der westlichen Slowakei. Die vor der politischen Wende in der Tschechoslowakei staatliche Anlage wurde anschließend privatisiert. Vor allem der staatliche Slowakische Rundfunk (Slovenský rozhlas, SRo) verbreitete von hier aus seit der Auflösung der Tschechoslowakei zum 1. Januar 1993 Radio Slowakei International für das Ausland auf Kurzwelle. Der Kurzwellensender wurde im Jahr 1998 stillgelegt und alle Antennen abgebaut.

## Geschichte
Die heute stillgelegte Sendeanlage befand etwas nördlich von Veľké Kostoľany unweit der westslowakischen Stadt Nitra (deutsch: Neutra) nordwestlich der Hauptstadt Bratislava.
Die Sendeanlage wurde im Jahre 1949 mit vier 100 kW leistenden Kurzwellensendern in Stahlfachwerkbauweise für den damaligen Auslandsdienst der Tschechoslowakei (und heutigen tschechischen Auslandsdienst) Radio Prag in Betrieb genommen. Parallel dazu wurde ein gänzlich neuer Mittelwellensender mit maximal 400 kW Sendeleistung errichtet, der den älteren Mittelwellensender von Bratislava (auch bekannt als Sender Preßburg) ergänzen sollte.
Über die nächsten Jahrzehnte hinweg war die Anlage in Veľké Kostoľany die Hauptsendeeinrichtung des tschechoslowakischen Auslandsrundfunks, bis die neuere Kurzwellenanlage Rimavská Sobota in der Südslowakei zwischen 1980 und 1982 komplett modernisiert und daraufhin zum neuen Hauptsendestandort nach außen wurde. Die Sender in Veľké Kostoľany wurden im Gegensatz dazu bis auf Umbauten im Sinne der technischen Aktualisierung sowie Erhöhung ihrer Sendeleistung nicht in größerem Umfang verändert.
Nach Auflösung der Tschechoslowakei zum 31. Dezember 1992 und der Gründung der beiden neuen Staaten Tschechien und Slowakei lag die Anlage auf dem Gebiet der Slowakei. Die zuvor staatliche Sendeanlage wurde schon kurz nach der politischen Wende in der Tschechoslowakei privatisiert und nun ab 1993 von der neuen slowakischen Telekommunikations-Gesellschaft Towercom a. s. betrieben. Genutzt wurde die Anlage seit 1993 auf der Kurzwelle praktisch ausschließlich vom Slowakischen Rundfunk (Slovenský rozhlas), nachdem der mittlerweile rein tschechische Auslandsdienst mit dem alten und neuen Namen Radio Prag stattdessen noch für weitere zehn Jahre ebenfalls über die Anlagen in Rimavská Sobota sendete. Auf der Mittelwelle war seit 1993 in der Folge nur noch der Slowakische Rundfunk zu hören.

### Kurzwellensender
Die vier Kurzwellensender von Veľké Kostoľany waren für den kompletten Kurzwellen-Rundfunkbereich auf allen Kurzwellenbändern einsetzbar. Die maximale Sendeleistung wurde im Laufe der Zeit von jeweils 100 auf 240 kW erhöht. Hierzu wurden neben den ersten, 1949 eingebauten, zuletzt 1970/71 zwei neue Kurzwellensender vom Typ Tesla KRV120 mit jeweils 120 Kilowatt Leistung installiert.
Der Sender verwendete zunächst Rhombus- und Franklinantennen, welche zusammen mit dem Einbau der neuen Kurzwellensender 1970/71 durch abstimmbare Dipolantennen ersetzt wurden. Es konnte auf Frequenzen zwischen 5,9 und 21 MHz gesendet werden.
Genutzt wurde die Anlage seit 1993 auf der Kurzwelle praktisch ausschließlich vom Slowakischen Rundfunk (Slovenský rozhlas), nachdem der mittlerweile rein tschechische Auslandsdienst mit dem alten und neuen Namen Radio Prag stattdessen noch für weitere zehn Jahre ebenfalls über die Anlagen in Rimavská Sobota sendete. Die Anlage geriet jedoch ab 1982 sowie vor allem ab 1993 immer mehr in den Schatten von der in Rimavská Sobota, woraufhin der Betrieb auf Kurzwelle in Veľké Kostoľany im Jahre 1998 wegen Unrentabilität eingestellt wurde. Die Kurzwellenantennen wurden danach abgebaut.

### Mittelwellensender
Der Mittelwellensender wurde 1941 bis 1942 errichtet und am 30. August 1942 in Betrieb genommen. Es wurde zunächst eine Sendeleistung von 100 Kilowatt erreicht, welche bereits wenige Monate nach der Fertigstellung auf 200 Kilowatt erhöht wurde. Am 31. März 1945 wurde die Anlage mit ihrem 128 Meter hohen abgespannten Stahlfachwerkmast von deutschen und ungarischen Kriegstruppen gesprengt.
1949 wurde mit dem Wiederaufbau begonnen und es entstand ein neuer, 133 Meter hoher abgespannter Stahlfachwerkmast sowie ein freistehender Stahlfachwerkturm. Die Sendeleistung betrug zunächst 120 Kilowatt und wurde 1958 auf 180 Kilowatt erhöht.
Im Zuge des Kopenhagener Wellenplans wurde die Frequenz am 15. März 1950 von 1004 auf 1097 kHz geändert.
Im Jahr 1952 wurde ein weiterer 30 Kilowatt starker Sender vom Typ Tesla SRV30 eingebaut und eine zweite Frequenz 1286 kHz in Betrieb genommen.
Den letzten neuen Hochleistungssender erhielt der Senderstandort 1974. Es erfolgte der Einbau von zwei Einheiten des Typs Tesla SRV201 mit jeweils 200 Kilowatt Ausgangsleistung, welche zu 400 Kilowatt zusammengeschaltet wurden. Im April 1982 wurde der kleinere Sender vom Typ SRV30 durch einen neuen vom Typ SRV21 mit einer Ausgangsleistung von 20 Kilowatt ersetzt. Dieser übertrug das mehrsprachige Interprogramm auf der Frequenz 1287 kHz.
Im Zuge des Genfer Wellenplans wurden die beiden Frequenzen 1978 auf das noch heute gültige Raster 1098 bzw. 1287 kHz angepasst.
1984 wurde mit der Planung eines neuen Hochleistungssenders in Veľké Zálužie, etwa 30 Kilometer südöstlich des alten Standorts, begonnen, welcher die Ausstrahlung der Frequenz 1098 kHz übernehmen sollte. Nach der Inbetriebnahme des neuen Hochleistungssenders in Veľké Zálužie 1988 wurden die beiden SRV201 auf die in Veľké Kostoľany verbliebene Frequenz 1287 kHz umgestimmt und waren weiterhin für das Interprogramm im Einsatz. Nach Auflösung der Tschechoslowakei übernahm Radio Freies Europa die Frequenz, wo sie zuletzt mit 200 Kilowatt Sendeleistung lief.
Der neue Hochleistungssender bei Veľké Zálužie wurde mit einem Stahlfachwerkmast von 133 Metern Höhe und zwei Sendern vom Typ Tesla SRV751 mit einer Ausgangsleistung von jeweils 750 Kilowatt ausgestattet. Ausgestrahlt wurde weiterhin das für den slowakischen Landesteil bestimmte Programm des Tschechoslowakischen Rundfunks, Bratislava. Da die Reichweite mit einem der beiden Sender bereits ausreichend genug war, wurde auf eine ursprünglich geplante Zusammenschaltung beider Sender zu 1500 Kilowatt verzichtet und eines der beiden Sender stattdessen als Reservesender eingesetzt. Nach der Auflösung der Tschechoslowakei wurde der Sender zunächst weiter vom Slowakischen Rundfunk mit voller Leistung genutzt, im Jahr 2000 auf 250 Kilowatt herabgesetzt und 2003 komplett stillgelegt.
Seit 2003 erfolgt die Ausstrahlung der Frequenz 1098 kHz mit zunächst 50 Kilowatt vom Senderstandort Jarok bei Nitra, nur wenige Kilometer vom Standort Veľké Zálužie entfernt. Dieser wurde 1969 errichtet und von seiner ehemaligen Frequenz 927 kHz umgestimmt. Nach einem kurzzeitigen Abschaltversuch von 3 Monaten ist der Sender seit dem 1. Mai 2009 wieder mit einer Sendeleistung von zunächst 10 Kilowatt in Betrieb. 2017 wurde diese auf 25 Kilowatt verstärkt. Ausgestrahlt wird heute tagsüber das ungarische Minderheitenprogramm Rádio Patria, abends und nachts Rádio Devín.
Sowohl die Sendeanlage in Veľké Kostoľany als auch in Veľké Zálužie sind heute nicht mehr vorhanden. Einzig die verfallenen Sendergebäude erinnern noch an die Sendeanlagen.

## Ehemalige Nutzer
- Tschechoslowakischer Rundfunk (1949–1992)
- Tschechischer Rundfunk (1993–2002)
- Slowakischer Rundfunk (Kurzwelle 1993–1998)